# Into the Groove(y)
„Into the Groove(y)“ je singl, který společně nahrála rocková skupina Sonic Youth a Mike Watt (jejich společný projekt se nazývá Ciccone Youth). Skladba je však původně od Modonny. Singl byl vydán v roce 1986 pod vydavatelstvím New Alliance Records.

## Seznam skladeb
| Pořadí         | Název            | Délka |
| -------------- | ---------------- | ----- |
| 1.             | Burnin' Up       | 4:11  |
| 2.             | Tuff Titty Rap   | 0:37  |
| 3.             | Into the Groovey | 4:33  |
| Celková délka: | Celková délka:   | 9:21  |